# إروين شابيرو
إروين شابيرو (بالإنجليزية: Irwin Shapiro)‏ هو كاتب وكاتب للأطفال أمريكي، ولد في 1911 في بيتسبرغ في الولايات المتحدة، وتوفي في 1981.